# Madhya Pradesh
Le Madhya Pradesh (en hindi : मध्य प्रदेश, Madhya Pradeś, /ˈməd̪ʱjə pɾəˈdeːʃ/, « province centrale ») est un État au centre de l’Inde. Sa capitale est Bhopal.
Jusqu'au 1er novembre 2000, le Madhya Pradesh était l'État le plus étendu de l'Inde, jusqu'à ce que l'État de Chhattisgarh soit créé à partir de ses districts orientaux. Les États frontaliers sont l'Uttar Pradesh, le Chhattisgarh, le Maharashtra, le Gujarat et le Rajasthan.

## Histoire

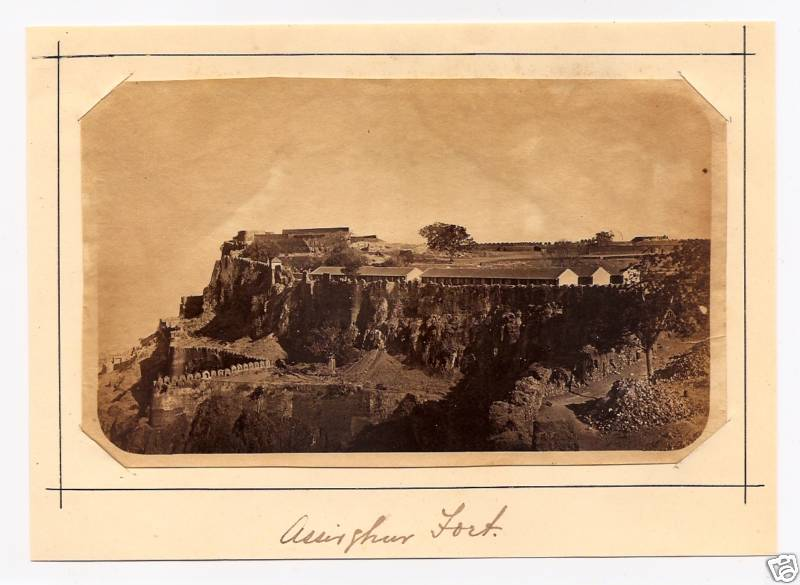
Le fort moghol d'Aceyr-Ghor, pris pas les Anglais aux Marathes en 1803. Photo de la fin de XIXe siècle.

Une grande partie de l'État était sous le contrôle de l'Empire moghol pendant le règne de l'empereur Akbar. Après la mort d'Aurangzeb en 1707, le contrôle moghol commence à faiblir et les Marathes amorcent leur expansion. Entre 1720 et 1760, ils contrôlent la majeure partie de l'État. L'expansion de l'Empire marathe est interrompue en 1761.
Les Britanniques développent leurs bases au Bengale, à Bombay et Madras.
Différentes guerres entre Marathes et Britanniques ont lieu entre 1775 et 1818, année où prend fin la troisième guerre anglo-marathe avec la reddition des Marathes. La majeure partie du Madhya Pradesh est formée d'États princiers sous suzeraineté britannique, mais avec une certaine autonomie.
En 1947, l'Inde obtient son indépendance. En 1956, le nouvel État du Madhya Pradesh est créé. En novembre 2000, certaines régions du sud-est forment le nouvel État de Chhattisgarh.

## Géographie

Carte physique du Madhya Pradesh

Madhya Pradesh signifie «province centrale» et, comme son nom l'indique, l'état est situé dans le cœur géographique du pays. Traversée par la rivière Narmada, il limite l'État du Gujarat ouest, nord-ouest du Rajasthan, Uttar Pradesh, dans le nord, l'est et le sud du Chhattisgarh Maharashtra.

### Cours d'eau
Le fleuve Narmada est le principal cours d'eau de la région, il prend source à plus de 1 000 m d'altitude non loin de la bourgade d'Amarkantak à proximité de la frontière avec le Chhattisgarh. La Narmada descend des montagnes et traverse la région d'Est en Ouest sur plus de 1 000 km.

## Subdivisions

### Districts
Le Madhya Pradesh est divisé en 50 districts regroupés en 10 divisions territoriales comme suit :
| Divisions    | Districts                                                              |
| ------------ | ---------------------------------------------------------------------- |
| Bhopal       | Bhopal, Raisen, Rajgarh, Sehore, Vidisha                               |
| Chambal      | Morena, Sheopur, Bhind                                                 |
| Gwalior      | Shivpuri, Datia, Guna, Gwalior                                         |
| Indore       | Alirajpur, Barwani, Burhanpur, Dhar, Indore, Jhabua, Khandwa, Khargone |
| Jabalpur     | Balaghat, Chhindwara, Jabalpur, Katni, Mandla, Narsinghpur, Seoni      |
| Narmadapuram | Betul, Harda, Hoshangabad                                              |
| Rewa         | Rewa, Satna, Sidhi, Singrauli                                          |
| Sagar        | Chhatarpur, Damoh, Panna, Sagar, Tikamgarh                             |
| Shahdol      | Anuppur, Dindori, Shahdol, Umaria                                      |
| Ujjain       | Dewas, Mandsaur, Neemuch, Ratlam, Shajapur, Ujjain                     |

## Démographie

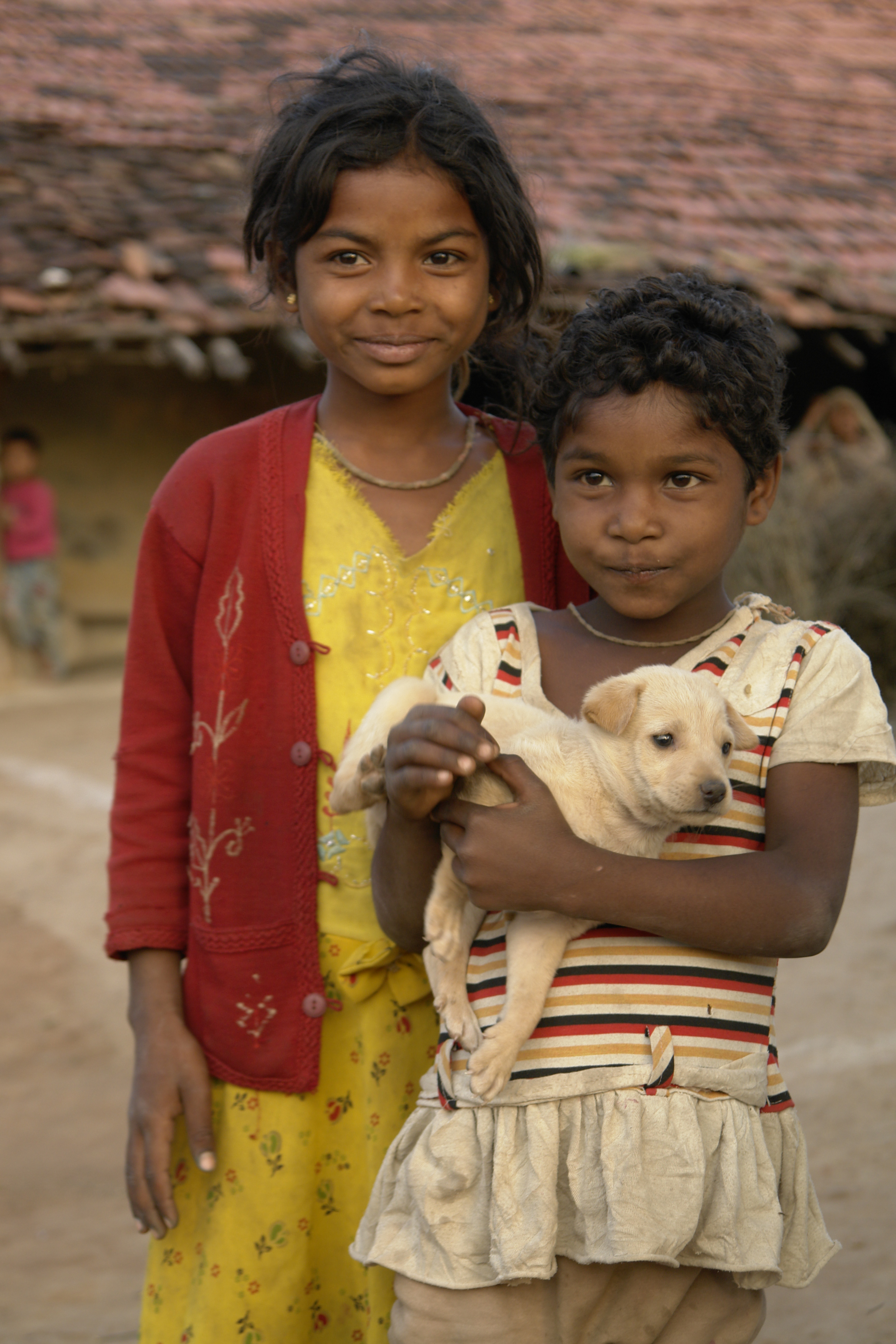
Enfants de la tribu Bhîl dans le district de Raisen

Le Madhya Pradesh est composé d'une multitude de groupes ethniques, tribus et castes. Les aborigènes représentent 21 % de la population de l'État, selon le « 2001 census ». tandis que les intouchables (dalits) représentent 13 %.
D'après le recensement de 2001, 92 % des habitants sont hindous, 6 % musulmans, 0,9 % jaïns, 0,3 % chrétiens, 0,3 % bouddhistes et 0,2 % sikhs. Il y aurait aussi de nombreux Animistes, difficiles à évaluer, du fait qu'ils mélangent des croyances ancestrales avec l'Hindouisme. De ce fait, ils sont considérés comme Hindous.
La langue la plus parlée est l'hindi.
Avec plus de 72 millions d'habitants en 2011, le Madhya Pradesh se classe au sixième rang en Inde parmi les États les plus peuplés.
L'État connait l'une des plus fortes croissances démographiques du pays avec un taux de fécondité estimé en 2010 à 3,2 enfants par femme.
La densité de population est plus faible que la moyenne nationale.
| Évolution de la population | Évolution de la population | Évolution de la population |
| Année                      | Population                 | %±                         |
| -------------------------- | -------------------------- | -------------------------- |
| 1951                       | 18 615 000                 | —                          |
| 1961                       | 23 218 000                 | + 24,7 %                   |
| 1971                       | 30 017 000                 | + 29,3 %                   |
| 1981                       | 38 169 000                 | + 27,2 %                   |
| 1991                       | 48 566 000                 | + 27,2 %                   |
| 2001                       | 60 348 000                 | + 24,3 %                   |
| 2011                       | 72 598 000                 | + 20,3 %                   |
| Source :                   |                            |                            |

### Principales villes du Madhya Pradesh
| Ville       | population (2011) |
| ----------- | ----------------- |
| Indore      | 2 170 295         |
| Bhopal      | 1 886 100         |
| Jabalpur    | 1 268 848         |
| Gwalior     | 1 117 740         |
| Sagar       | 370 208           |
| Satna       | 282 977           |
| Ratlam      | 273 998           |
| Chhindwara  | 190 041           |
| Damoh       | 147 661           |
| Chhattarpur | 147 505           |
| Khargone    | 133 368           |
| Neemuch     | 128 561           |
| Itarsi      | 114 495           |
| Sehore      | 109 118           |

## Politique

### Représentation parlementaire
L'État est représenté par 11 membres à la Rajya Sabha et 29 députés à la Lok Sabha.

### Résultat des élections législatives de 2004
- BJP-nationalistes 48,13 %
- INC-centristes 34,07 %
- BSP-intouchables 4,75 %
- SP-basses castes 3,20 %
- Communist Party of India 0,24 %
- NCP-centristes de gauche 0,13 %
- JD (U)-centristes de gauche 0,10 %
- Communist Party of India (Marxist) 0,05 %
- JD (S)-centristes de gauche 0,04 %
- RJD-centristes de gauche 0 %
- CPI(ML)-communistes 0 %

## Économie
Le gouvernement de l’État, dirigé par le BJP, fait en mai 2020, dans un contexte de pandémie de Covid-19, passer le temps de travail quotidien de huit à douze heures sans augmentation de salaire. Grâce à un assouplissement de la loi sur le travail contractuel, les entreprises locales auront la possibilité de recruter et de licencier des salariés « à leur convenance » pendant trois ans. Enfin, les entreprises ne sont plus tenues de respecter les normes de sécurité industrielle et les nouveaux ateliers seront exemptés des règles d’accès aux toilettes ou de congés payés. En outre, ils n’auront plus besoin d’informer le ministère du Travail en cas d’accident.
Le Madhya Pradesh est le plus grand producteur de blé en Inde.C'est également le plus grand producteur de feuilles de Tendu (Diospyros Melanoxylon) en Inde.

## Culture
La petite ville de Bagh, dans le district de Dhar est célèbre pour ses impressions sur textile.
Le Parlement de l’État adopte en décembre 2020 une législation restreignant les mariages interreligieux entre un homme musulman et une femme hindoue, pouvant désormais être punis de cinq ans de prison, au nom de la lutte contre le « djihad de l’amour » (théorie complotiste issue de la mouvance nationaliste hindoue attribuant aux musulmans l'intention de séduire des femmes hindoues afin de les convertir à l’islam). Les textes de loi stipulent que le partenaire désirant se convertir doit en informer par écrit les autorités deux mois à l’avance.

## Galerie photographique

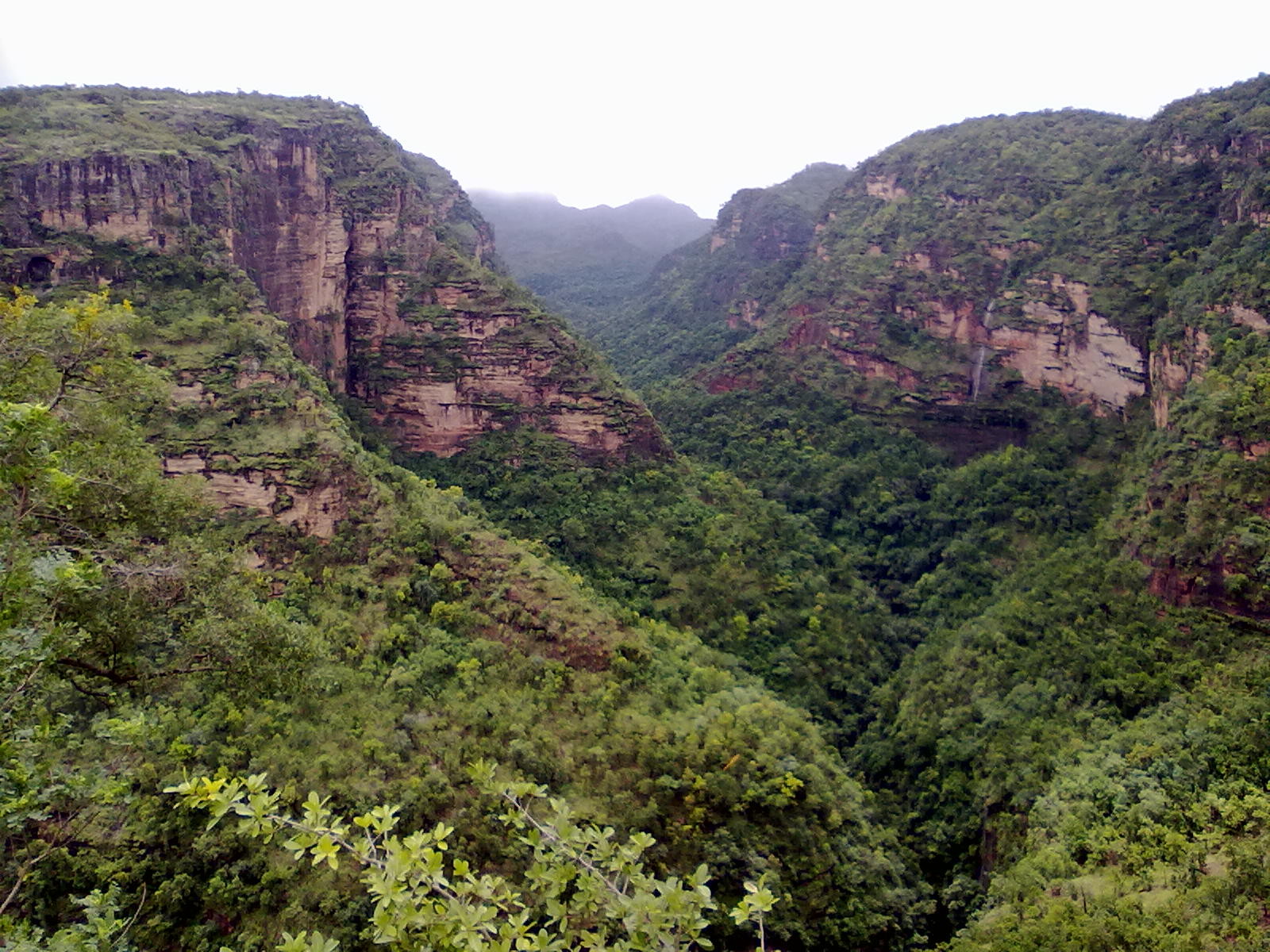
Vallée de Pachmarhi.
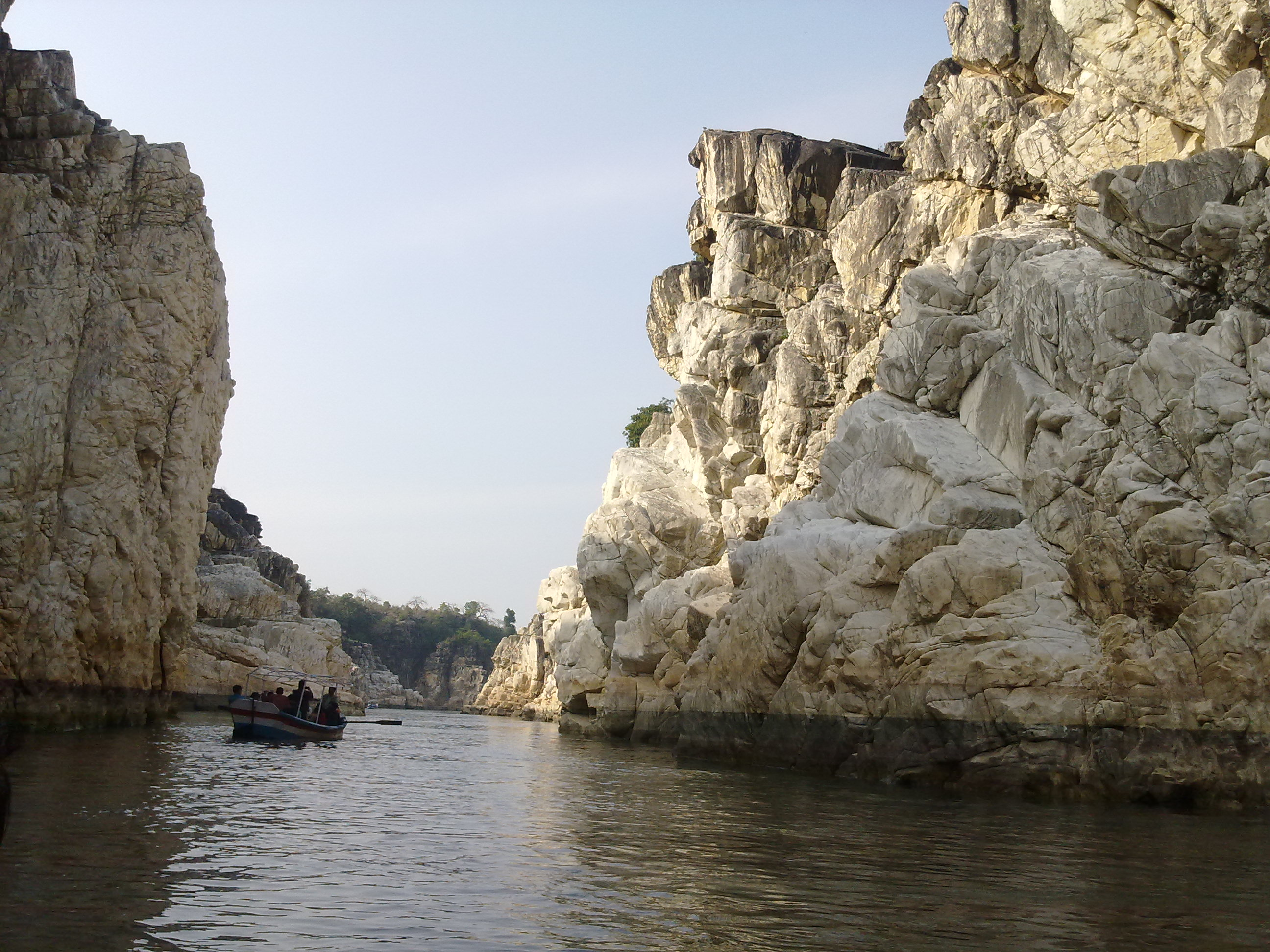
Marble Rock à Bhedaghat.
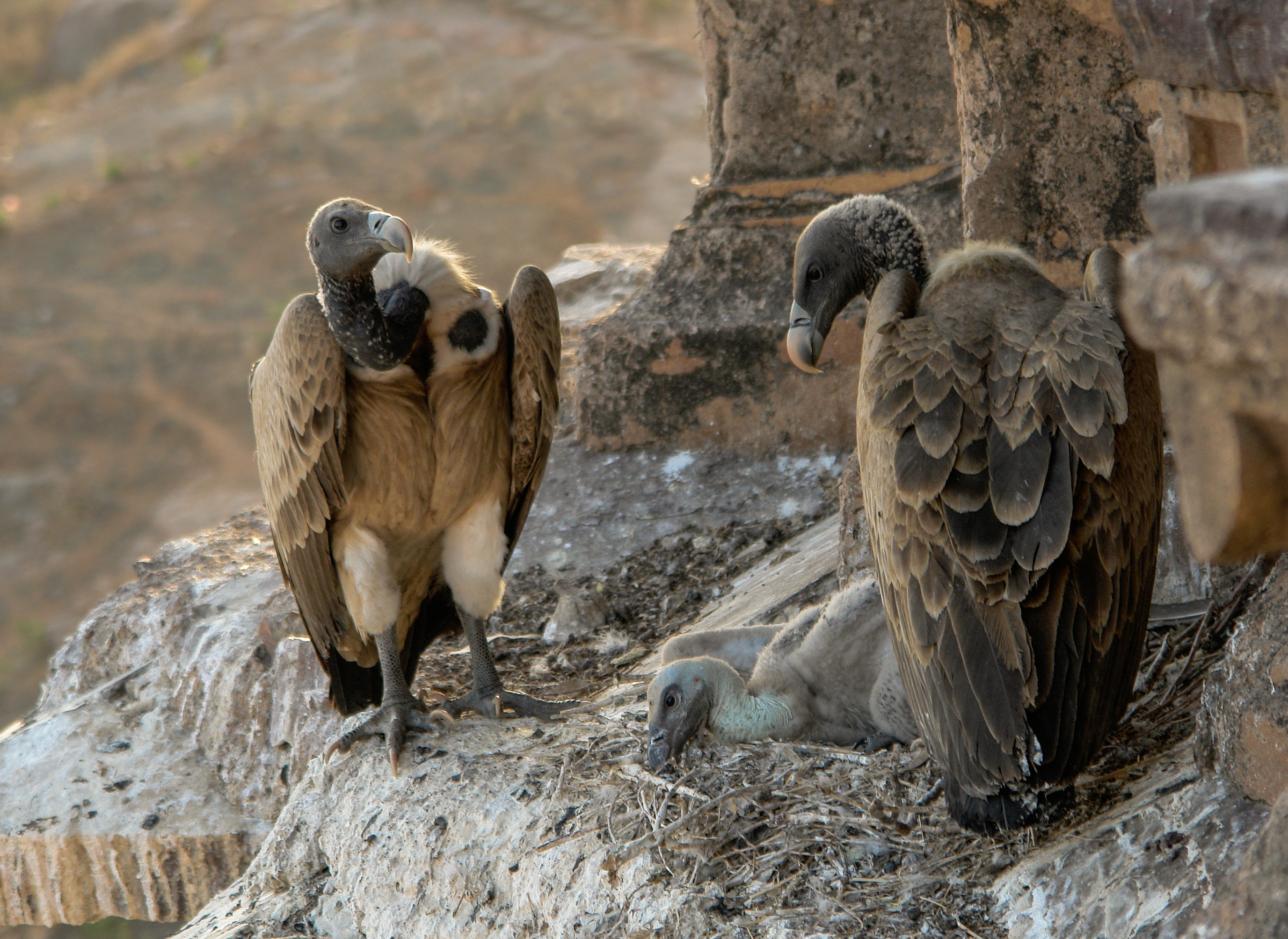
Vautours se prélassant dans leur nid près d'Orchhâ.
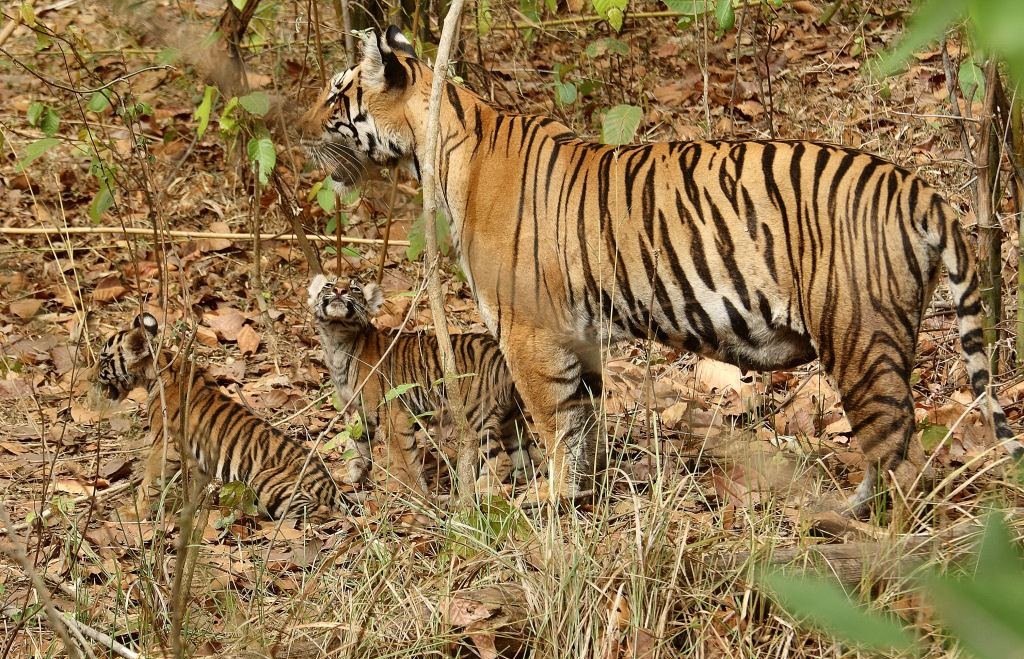
Une tigresse et ses petits dans la réserve de Kanha.
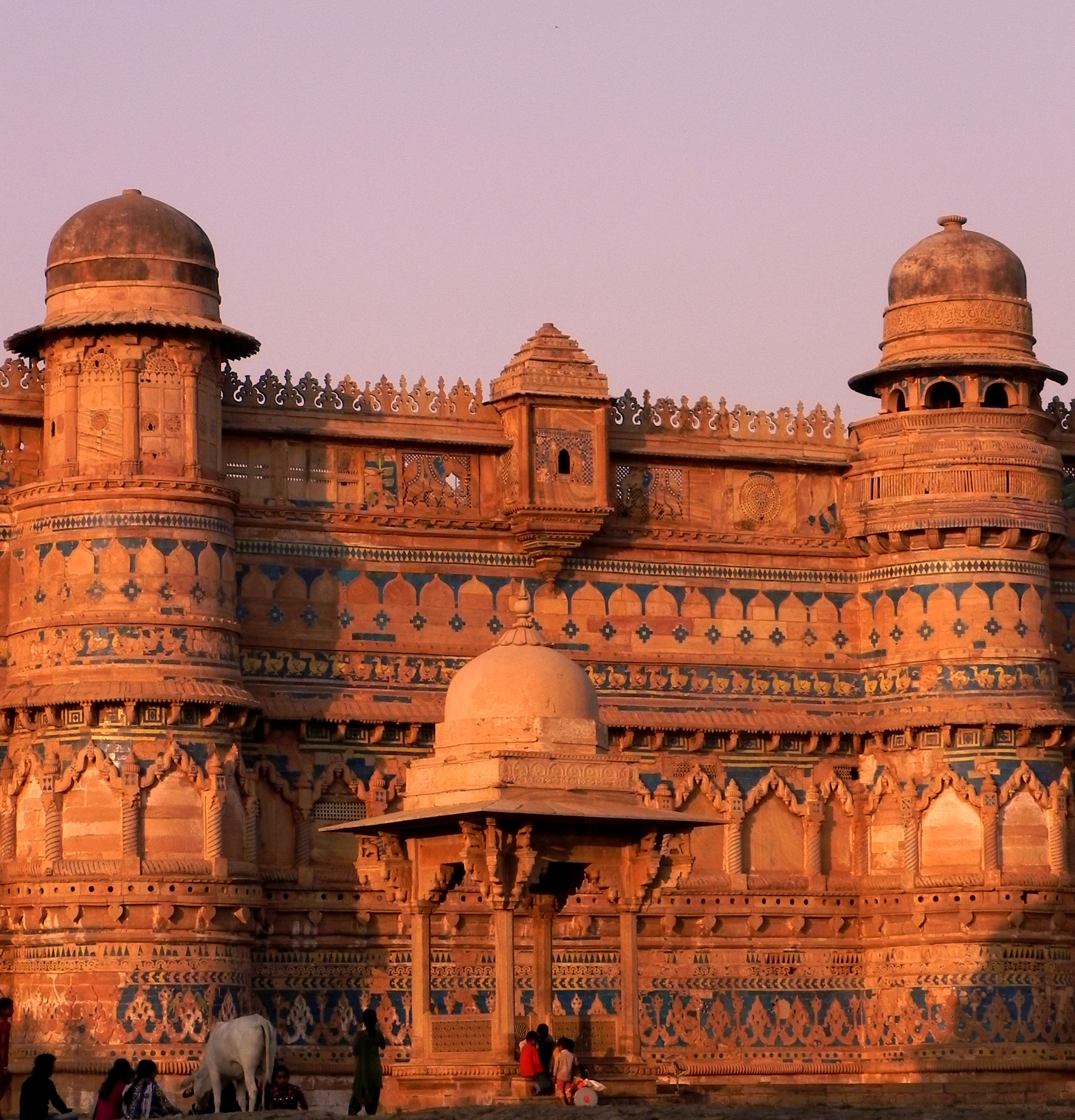
Fort de Gwalior.